# 4-乙烯基环己烯二氧化物
4-乙烯基环己烯二氧化物（VCD）是一种环氧化物，化学式为C8H12O2，它在工业上是生产环氧树脂的交联试剂。它可由4-乙烯基环己烯和过氧苯甲酸反应制得。